# Radiatori (pasta)
I radiatori sono un tipo di pasta secca e corta di tipo industriale.
I radiatori prendono il nome dalla loro forma che ricorderebbe le componenti dei radiatori. Secondo Francine Segan sarebbero stati inventati dopo l'invenzione dell'automobile.

## Descrizione
I radiatori hanno l'aspetto di piccoli cilindri cavi con delle balze frastagliate e ricordano i rotini. Sono a base di semola di grano duro e cuociono in circa 12/14 minuti.
I radiatori si prestano bene per preparare ricette simili a quelle contenenti i rotini o i fusilli e sono indicati per accompagnare sughi semplici, densi e cremosi a base di pomodori o verdure. Sono anche consigliati per preparare delle insalate di pasta.